# Castlewood (Virgínia)
Castlewood és una concentració de població designada pel cens dels Estats Units a l'estat de Virgínia. Segons el cens del 2000 tenia 2.036 habitants.

## Demografia
Segons el cens del 2000, Castlewood tenia 2.036 habitants, 872 habitatges, i 637 famílies. La densitat de població era de 109,3 habitants per km².
Dels 872 habitatges en un 27,3% hi vivien nens de menys de 18 anys, en un 59,3% hi vivien parelles casades, en un 9,9% dones solteres, i en un 26,9% no eren unitats familiars. En el 25,3% dels habitatges hi vivien persones soles el 12,6% de les quals corresponia a persones de 65 anys o més que vivien soles. El nombre mitjà de persones vivint en cada habitatge era de 2,32 i el nombre mitjà de persones que vivien en cada família era de 2,76.
Per edats la població es repartia de la següent manera: un 20,4% tenia menys de 18 anys, un 7,7% entre 18 i 24, un 26,3% entre 25 i 44, un 27,8% de 45 a 60 i un 17,9% 65 anys o més.
L'edat mediana era de 42 anys. Per cada 100 dones de 18 o més anys hi havia 90,5 homes.
La renda mediana per habitatge era de 27.232 $ i la renda mediana per família de 31.435 $. Els homes tenien una renda mediana de 30.795 $ mentre que les dones 16.576 $. La renda per capita de la població era de 14.203 $. Entorn del 13,3% de les famílies i el 16,3% de la població estaven per davall del llindar de pobresa.

## Poblacions més properes
El següent diagrama mostra les poblacions més properes.